# Obujam kompresije
Obujam kompresije, obujam u cilindru motora u trenutku kada se klip nalazi u GMT. On je umnožak površine provrta cilindra i srednje visine između čela klipa i glave cilindra. Na stranici promjer cilindra dana je formula za izračun površine, a iz nje slijedi i formula za volumen kompresije:
{\displaystyle V_{k}=h\times {\frac {d^{2}\times \pi }{4}}}
gdje je:
Vk – obujam kompresije
h – srednja udaljenost glave motora i čela klipa kada je klip u GMT (teoretska vrijednost)
d – promjer cilindra